# Verrucella klunzingeri
Verrucella klunzingeri is een zachte koraalsoort uit de familie Ellisellidae. De koraalsoort komt uit het geslacht Verrucella. Verrucella klunzingeri werd in 2000 voor het eerst wetenschappelijk beschreven door Grasshoff. 